# 莲山县
莲山县，中国旧县名。
1952年由莲山设治局升县，治所在今云南省盈江县驻地平原镇。1958年撤销，并入盈江县，但新的盈江县的驻地设在原莲山县的平原镇。 